# 湘南国際マラソン
湘南国際マラソン（しょうなんこくさいマラソン）は、2007年3月18日より毎年行われているマラソン・イベントである。神奈川県下では横浜マラソンに次ぐ規模である（JAAF完全非公認コース）。

## 概要

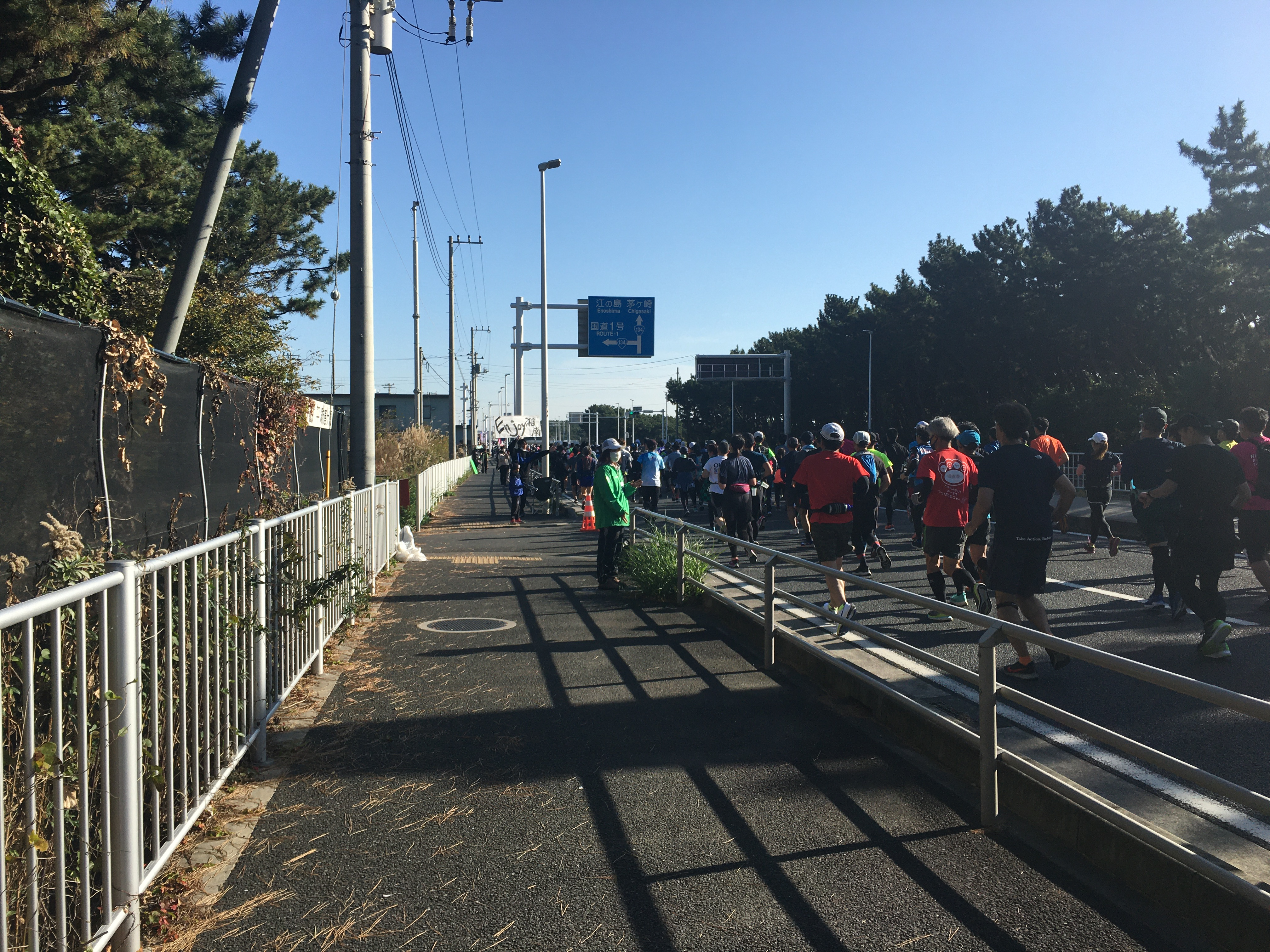
湘南国際マラソン

2007年3月18日に神奈川県湘南地域で初めて開催 された。第1回と第2回は3月に開催され、第3回～第9回は毎年11月開催を基本としていた。第10回大会は12月の開催となった。第15回大会はコロナの影響で2021年2月開催。さらに参加者にマイカップ・マイボトルを持参をする世界初の大会とすることにしているが、25kmに短縮。しかし2020年12月10日に中止決定。エントリーはフルマラソン、10 km（一般の部、障害者の部（視覚障害者・知的障害者・移植者）、10 km（車いすの部）の3部門で、第5回大会よりフルマラソン、10 kmの他にハーフマラソンが新設されている。

## 開催内容
当初のフルマラソンのコースは、江の島を発着して国道134号～国道1号西湘バイパス～西湘二宮インターチェンジで折り返し である。第3回以降は、西湘バイパス大磯西インターチェンジ発～西湘バイパス～国道134号～江の島入口折り返し～国道134号～西湘バイパス～西湘二宮インターチェンジ折り返し～大磯西インターチェンジ～大磯プリンスホテル着となる。
2007年9月、台風9号により西湘バイパス大磯西インターチェンジ～西湘二宮インターチェンジ間で路肩崩落が発生し、第3回は一部コース変更されて「フルマラソン」に代えて「30kmマラソン」とした。
第5回大会は2010年11月7日から11月14日にかけて神奈川県で横浜APEC開催が開催されたことに伴い、2か月ほど遅い2011年1月23日に実施された。
第9回大会（2014年）までは、日本陸上競技連盟・公認コースで行われていた。ところが、コースの道路形状の一部変更に伴って、第10回大会（2015年）以降は公認化を見送り、現在でも日本陸連・非公認扱いのコースとなっている。
この大会では立小便が厳禁されており、行為が発覚した場合は即失格扱いとなり、永久的に参加資格が失われる。
第10回大会では、スタート直前にコースで発見された不審車両の処理が間に合わず、ハーフマラソン・10km・車いす10kmの競技が中断され記録も参考扱いとなった。大会組織委員会からハーフマラソン・10㎞・車いす10㎞の部の参加者に対し、一時足止めのお詫びとして代わりに、次の第11回大会ハーフマラソン・10㎞・車いす10㎞の部の優先出走権を提供することが決定した（但し参加費用の返金は一切認めなかった）。
第15回大会では、コロナウイルス感染拡大のため中止となった（全額返金を行い、参加賞のTシャツも配布された）。
第16回大会では、コロナウイルス（オミクロン株）感染拡大のため、1月19日に中止を発表した（返金は大会参加費の20％）。

## コース
- フルマラソン　西湘バイパス大磯西インターチェンジ → 虹ケ浜 → 神奈川県警察本部第二交通機動隊茅ヶ崎分駐所 → 江の島入口（折り返し） → 神奈川県警察本部第二交通機動隊茅ヶ崎分駐所 → 虹ケ浜 → 西湘二宮インターチェンジ → 大磯プリンスホテル（ゴール）
- ハーフマラソン　西湘バイパス大磯西インターチェンジ → 虹ケ浜 → 神奈川県警察本部第二交通機動隊茅ヶ崎分駐所（折り返し） → 虹ケ浜 → 大磯プリンスホテル（ゴール）
- 10km　西湘バイパス大磯西インターチェンジ → 虹ケ浜（折り返し）→ 大磯プリンスホテル（ゴール）
- 車いす10km　西湘バイパス大磯西インターチェンジ → 八間通り入口（折り返し）→ 大磯西インターチェンジ（ゴール）
- ファミリーラン　西湘バイパス大磯西インターチェンジ → 平塚方面折り返し地点（折り返し）→ 大磯プリンスホテル（ゴール）

フルマラソンのコースは西湘バイパスを往復する平坦で記録の出やすいコースである。ただし、江の島で折り返してスタート地点である大磯プリンスホテル前に戻った時点ではまだ37kmであり、その先2.5km先の第二折り返しまでの往復は一般の応援者もおらず精神的に非常に厳しいものがある。

## 定員
2015年現在　合計24,000人
- フルマラソン 19,000人
- ハーフマラソン 500人
- 10km 4,000人
- ファミリーラン 小学生200人 + 親子150組300人

参加受け付けは先着順となっており、フルマラソン一般募集は2014年大会では受付開始29分で、2015年大会は41分で定員に達し締め切りとなった。